# 능원초등학교
능원초등학교는 대한민국 경기도 용인시 처인구 모현읍 능원리에 있는 공립 초등학교이다.
전교생이 약 1000명 정도이며, 신관, 본관, 후관, (구) 급식실, 체육관, 급식실이 있다.

## 학교 연혁
- 1936. 04. 01 모현공립보통학교 부설 능원간이학교 인가
- 1944. 03. 31 능원공립국민학교 승격 개교
- 1945. 10. 21 초대 이정하 교장 부임
- 1948. 08. 15 능원국민학교로 명칭 변경
- 1983. 03. 10 능원초등학교 병설유치원 개원
- 2009. 03. 25 본교부설 지역공동 영재학급 2학급(3, 4학년) 개설
- 2010. 03. 01 제16대 조용형 교장선생님 취임
- 2015. 02. 13 제68회 졸업(79명, 총 졸업생 수 3,987명)
- 2015. 03. 01 제17대 김정임 교장선생님 취임
- 2015. 03. 01 19학급, 특수학급 1학급, 병설유치원 1학급 편성